# Their Mutual Child (film)
Their Mutual Child er en amerikansk stumfilm fra 1920 af George L. Cox.

## Medvirkende
- Margarita Fischer som Ruth Bannister
- Joseph Bennett som Bailey Bannister
- Margaret Campbell som Mrs. Lora Delane Porter
- Nigel Barrie som Kirk Winfield
- Harvey Clark som George Pennicutt
- Andrew Robson som John Bannister
- Beverly Travers
- Pat Moore som William Bannister Winfield
- Tom O'Brien som Steve Dingle
- William Lloyd som Hank Jardine
- William Marion som Percy Shanklyn
- Stanhope Wheatcroft